# M19 (天体)
座標:  17h 02m 37.69s, −26° 16′ 04.6″
M19 (NGC 6273) は、へびつかい座にある球状星団。

## 概要
明るいが、銀河系の中心に近く太陽系からは遠い場所に位置するので小さくまとまって見える。球状星団の中では最も扁平率が高く、望遠鏡を通してもそのいびつな楕円形をした形が分かる。幾つかの渦状腕のような構造があり、北側にあるものは時計回りなのに対して、南側にあるものは反時計回りに見える。
この星団はカラフルであることが指摘されている。ステファン・ジェームス・オメーラはトパーズ色の中心部を青い煙が取り巻いているように見えると表現している。スミスは星団の中心部では星はクリーム色に近い白で、少し光沢があると表現している。また、泥がはねたように沢山の暗い斑点が星団にかかっているように見える。M19はさそり座周囲の銀河帯を分断している暗黒帯の付近にあるので、オメーラはこの斑点がM19の手前に暗黒物質があり、光を吸収しているために見える可能性を指摘している。さらに、暗黒物質のためにM19が見かけ上楕円に見えている可能性も同時に指摘している。
アンタレスから東にたどると見つけやすい。双眼鏡ではややにじんだ班に見える。条件が悪いと恒星状にしか見えない。口径10cm程度の望遠鏡では中心部がざらざらして星に分かれそうに見える。20cmでは中心部がよく輝いてみえ、周辺部の微星も見ることができる。中心部の星を見るには、口径40cm以上の望遠鏡を使い高倍率で見る必要がある。

## 観測史
1764年にフランスの天文学者シャルル・メシエが発見した。メシエは「星のない星雲。3.5フィートの望遠鏡でたやすく見ることができる」と記している。1784年ウィリアム・ハーシェルはM19を分離して見る。「すばらしい球状星団。非常に明るい」と記している。